# Cambrin Military Cemetery
Le cimetière Cambrin Military Cemetery est un cimetière de la Première Guerre mondiale situé à Cambrin dans le département français du Pas-de-Calais. Le cimetière est entretenu par la Commonwealth War Graves Commission.

## Sépultures
| Pays           | Sépultures |
| -------------- | ---------- |
| Royaume-Uni    | 819        |
| Afrique du Sud | 1          |
| Allemagne      | 2          |
| Total          | 822        |

## Pour approfondir